# Iffland Hören

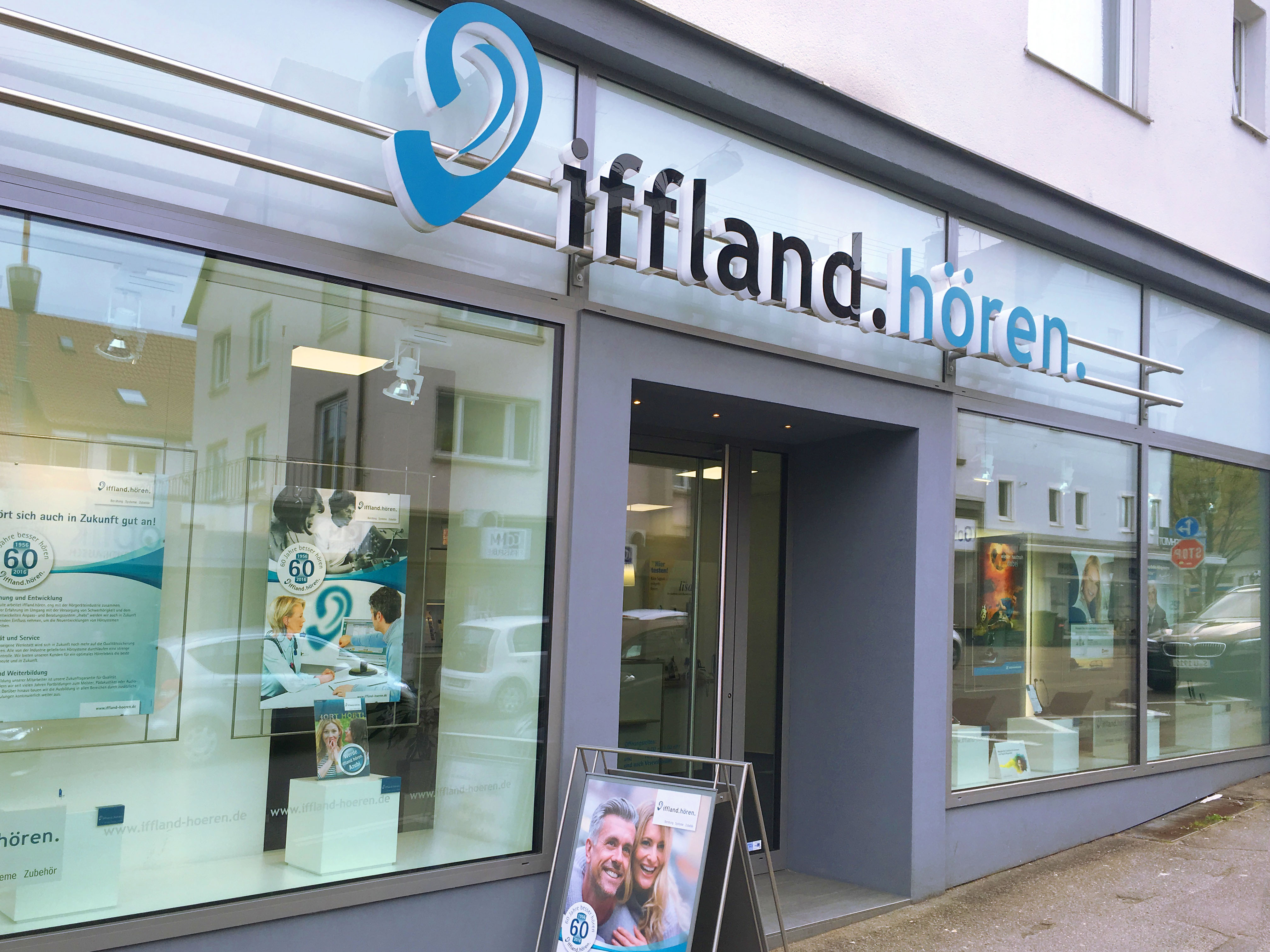
Niederlassung von Iffland Hören in Stuttgart-Vaihingen

Logo bis 2008

Iffland Hören (Eigenschreibweise iffland.hören.) ist ein deutsches Hörakustik-Familienunternehmen mit den Schwerpunkten Hörgeräte, individueller Gehörschutz, In-Ear-Monitoring sowie Tinnitus-Beratung und Cochlea-Implantat-Nachsorge. 

## Geschichte
1956 eröffnete Kurt Iffland in der Stuttgarter Königstraße das erste Ladengeschäft seiner Hörgeräte-Verkaufs-Gesellschaft, es folgten Filialen in München (1957), Karlsruhe (1957) und Ulm (1958). 1961 wurde das Unternehmen in Hörgeräte Iffland umbenannt. Für seinen „außerordentlichen und vielfältigen persönlichen Einsatz für die Belange der Hörakustik und diesen Berufsstand“ erhielt Kurt Iffland 1977 von Bundespräsident Walter Scheel das Bundesverdienstkreuz. 1981 wurde Kurt Iffland Bundesinnungsobermeister. 1983 nahm in Stuttgart ein eigenes Otoplastik-Labor den Betrieb auf.
1989 übernahm Günter Osswald die Geschäftsführung von seinem Schwiegervater. Seit 2008, als eine Namensänderung in Iffland Hören erfolgte, wird das Unternehmen in dritter Generation von Marc Osswald geführt. 2018 wurde eine Hörtest-App veröffentlicht, mit der sich die Funktionsfähigkeit des Gehörs im Selbsttest überprüfen lässt. Derzeit beschäftigt das Unternehmen etwa 270 Mitarbeiter und verfügt über 62 Niederlassungen in Baden-Württemberg, Bayern und Rheinland-Pfalz.

## Produkte
Neben Hörgeräten und Gehörschutz bietet das Unternehmen unter der Marke Iffland Music (Eigenschreibweise iffland.music.) auch maßgefertigte In-Ear-Kopfhörer für Musiker und Sportler an. Die 14 Verkaufsstandorte von Iffland Music sind jeweils Filialen von Iffland Hören angegliedert.

## Unternehmenskultur
Iffland Hören fördert gemeinsames soziales Engagement und setzt auf kurze Entscheidungswege, Mitarbeitermitbestimmung sowie eine offene Feedbackkultur.

## Aus- und Weiterbildung
In Zusammenarbeit mit der Landesberufsschule für Hörgeräteakustiker in Lübeck bietet Iffland Hören eine duale Ausbildung zum Hörakustiker an. Ein Arbeitskreis aus mehreren Meistern begleitet die Auszubildenden auf ihrem Weg durch das Unternehmen. Ein eigenes Weiterbildungsprogramm bietet unter anderem Zusatzqualifizierungen in den Bereichen Pädakustik, Audiotherapie, CI-Akustik und In-Ear-Monitoring. 
Im Jahr 2021 wird iffland.hören. vom Verband Wirtschaftsjunioren Deutschland e.V. (WJD) als Deutschlands bester Ausbildungsbetrieb 2021 mit der Auszeichnung „Ausbildungs-Ass“ in der Kategorie Handwerk geehrt.

## Weitere Aktivitäten
Seit 2015 unterstützt Iffland Hören hörgeschädigte Menschen in Togo mit Hörgerätespenden und regelmäßiger Anpassung von Hörsystemen vor Ort, 2019 wurde dazu im Krankenhaus von Kpalimé ein eigenes Hörzentrum eröffnet. Das Engagement wurde 2018 mit dem Future Hearing Award ausgezeichnet. Iffland Hören fördert den Breitensport und unterstützt mehrere Vereine. So engagiert sich das Unternehmen in der Sportabteilung für Hörgeschädigte des SV Vaihingen, die sich aktiv für die Inklusion von Sportlern mit Hörminderung einsetzt.

## Auszeichnungen
- 2016: Deutscher Servicepreis in der Kategorie Hörgeräteakustiker (Deutsches Institut für Service-Qualität)
- 2017: Deutscher Servicepreis in der Kategorie Gesundheit (Deutsches Institut für Service-Qualität)[11]
- 2018: Future Hearing Award für das Projekt „Togo hört“